# Lista delle Lanterne Verdi
Il Corpo delle Lanterne Verdi che compare nelle storie a fumetti pubblicate dalla DC Comics, ha come minimo 7200 membri, cioè due per settore, in aggiunta ad alcuni membri che svolgono altre funzioni oltre al solo pattugliamento. Sebbene cinque personaggi - Alan Scott, Hal Jordan, Kyle Rayner, John Stewart, e Guy Gardner - siano i primi a essere associati al nome, un numero elevato di altri membri del Corpo sono comparsi nei fumetti della DC.

## Lanterne Verdi omonime
Questi cinque personaggi sono i più associati al nome di "Lanterna Verde", e sono i protagonisti dei fumetti di Lanterna Verde.

### Alan Scott
Alan Scott è il primo a portare il nome di Lanterna Verde. È stato un membro della Justice Society of America.

### Hal Jordan
Seconda Lanterna Verde in ordine cronologico del settore 2814 (quello del pianeta Terra). Membro della Justice League ha avuto anche altre identità: Parallax e lo Spettro.

### Kyle Rayner
Creato nel 1994, in linea con la politica di cambiamento di quegli anni, si decise di sostituire la Lanterna Verde della Silver Age Hal Jordan con un nuovo personaggio, che in seguito subirà molteplici evoluzioni, diventando anche un supercriminale per un certo periodo.

### John Stewart
Prima Lanterna Verde terrestre afro-americana. Ha esordito come sostituto, per un breve periodo, di Hal Jordan negli anni settanta. Diventato popolare coi cartoni animati, è diventato un personaggio ricorrente nei fumetti.

### Guy Gardner
Il personaggio di Guy Gardner, creato nel 1968, è stato cambiato significativamente nell'epoca post-Crisis da J.M. De Matteis e Keith Giffen che lo hanno trasformato in un borioso spaccone tra la fine degli anni ottanta e l'inizio degli anni novanta, periodo in cui è stato un membro importante della Justice League International, diventando molto amato fra i lettori.

## Altre Lanterne Verdi del settore 2814
Con l'eccezione di Yalan Gur, questi altri personaggi hanno reso servizio come protettori e Lanterne Verdi della Terra.

### Yalan Gur
Yalan Gur è una Lanterna Verde introdotta come parte di un tentativo di riconciliare la Lanterna Verde Originale della Golden Age con l'introduzione successiva del Corpo delle Lanterne Verdi. Yalan Gur è un rettile umanoide a scaglie rosse, assegnato al settore 2814 (settore che comprende anche la Terra) nel X secolo a.C.
Mentre Alan Scott, insieme al resto della Justice Society of America, era intrappolato nel limbo, la sua lanterna mistica mandò una proiezione ad Hal Jordan, John Stewart e Guy Gardner (le Lanterne della Terra in quell'istante). Dopo aver tracciato la proiezione della casa di Alan Scott, la lanterna raccontò loro della storia delle sue origini.
Nella storia della lanterna, Yalan Gur era uno dei migliori membri del Corpo delle Lanterne Verdi, e, nel X secolo a.C., secondo i calcoli terrestri, i Guardiani decisero di eliminare la debolezza del colore giallo dal suo anello del potere. Senza questo limite, tuttavia, fu corrotto da suo potere, scese sulla terra e schiavizzò la popolazione cinese. I Guardiani fermarono Yalan aggiungendo una nuova debolezza al suo anello, l'inefficacia contro il legno, che permise ai contadini di sopraffare il loro oppressore e ferirlo mortalmente. Il morente Yalan Gur fuggì fino al livello più alto dell'atmosfera dove, al momento della sua morte, si fuse con la sua batteria del potere. La lanterna quindi venne in collisione con un frammento della Starheart e si fuse con la sua magica essenza, trasformandola nella Fiamma Verde che divenne la fonte del potere di Alan Scott. La recente continuità retroattiva, fu la vera ragione dietro l'impurità gialla che può significare perché questi eventi furono continuati fuori dall'esistenza della continuità retroattiva.

### Jong Li
Jong Li è una Lanterna Verde introdotta in Green Lantern, Dragon Lord, una serie limitata creata dalla DC nel 2001, scritto da Doug Moench e illustrato da Paul Gulacy e Josef Rubinstein. Fu in realtà la prima Lanterna Verde della Terra, e fu un monaco cresciuto nel Tempio del Signori Dragoni in Cina.
Quando Jong Li crebbe, apprese gli insegnamenti dei Signori Dragoni, esseri che dominavano nella "Golden Age" dell'uomo, e sotto questi signori, l'uomo riuscì a prosperare. Gli fu insegnato a rinunciare ai beni terreni e a vivere una vita di pace e disciplina, ma un giorno, una concubina di nome Jade Moon venne al Tempio, chiedendo aiuto nel fuggire ai suoi carcerieri. Jong Li tentò di aiutarla, ma fallì. Il Tempio e i suoi compagni monaci furono distrutti dalle truppe dell'Imperatore e dei suoi comandanti.
Jong Li più tardi incontrò un Guardiano che gli diede un anello del potere ed una lanterna per "opporsi al Male, alleviare le sofferenze e proteggere gli innocenti". Jong Li riuscì a salvare Jade Moon e apprese della Montagna Lung, dove si supponeva che vivesse l'ultimo Signore Dragone. Andò a cercare la loro divinità più antica e con la loro Benedizione del Fuoco divenne l'ultimo Signore Dragone della Terra, infine sconfiggendo le forze dell'imperatore e salvando la popolazione.

### Anya Savenlovich
Anya Savenlovich è una Lanterna Verde introdotta in Green Lantern, the New Corps #1 (marzo 1999). Lei è tenente colonnello delle forze aeree sovietiche, rimasta in animazione sospesa dopo aver partecipato ad una missione spaziale nel 1964. Kyle Rayner la reclutò nel Corpo delle Lanterne Verdi mentre cercava di ricostruirlo. Tuttavia, trovando il suo tentativo un fallimento, Kyle riprese l'anello di Anya. Consapevole che l'Unione Sovietica non esiste più, Anya decide di rimanere nello spazio in cerca di un nuovo scopo nella vita.

## Corpo delle Lanterne Verdi della Terra
Queste Lanterne Verdi furono stazionate sulla Terra per salvaguardare il pianeta dopo gli eventi di Crisi sulle Terre infinite.

## Le Lanterne Perdute
Durante Emerald Twilight, molti membri del Corpo delle Lanterne Verdi furono spogliati dei loro anelli e lasciati a morire nello spazio. Alcuni di loro, tuttavia, furono catturati dai Manhunters e furono utilizzati come fonte d'energia per gli stessi Manhunters fino al loro slavataggio. Sono conosciute come "Le Lanterne Perdute".

### Chaselon
Settore 1416; comparve per la prima volta in Green Lantern vol. 2 n. 9. Divenne una delle prime Lanterne Alpha.

### Hannu/Honnu
Una delle tante Lanterne chiamate a difendere Oa dall'allora rinnegato hal Jordan. Jordan lo sconfisse in un attimo e rubò il suo potere lasciandolo quasi morto. Fu più tardi trovato vivo su Biot. Hannu/Honnu viene dal pianeta Ovacron 6 e sul suo pianeta è considerato un disonorato o una disgrazia. Non fu più visto utilizzare il suo anello in battaglia, preferendo la sua forza bruta e i suoi pugni ad esso. Utilizzò per l'ultima volta il suo anello nella battaglia contro l'Anti-Monitor.

### Lashorr
Dopo una breve relazione con un Salaak principiante, si credette che Lashorr fu ucciso durante il combattimento con i Dominatori e il suo corpo lasciato a vagare nello spazio. Fu più tardi ritrovata tenuta in stasi sul pianeta dei manhunters, Biot. Lashorr fu più tardi liberata e ritornò al suo settore per ricostruire la sua vita. Sallak tentò di ricostituire la relazione, ma Lashorr soffriva ancora di stress post-traumatico e rifiutò la sua compagnia.

## Lanterne Verdi Guardie d'Onore
La Guardia d'Onore è un gruppo d'élite di Lanterne Verdi che servono come risolutori di problemi e operativi speciali.

### Apros
Del Settore 3; comparve per la prima volta in Tales of Green Lantern Corps n. 1.

### Tomar-Re
Anche Kyle Rayner e Guy Gardner servirono nella Guardia d'Onore.

## Le Lanterne Alpha
Le Lanterne Alpha sono membri del Corpo trasformati in cyborg e agiscono da ufficiali degli Affari Interni del Corpo.

### Chaselon
vedi sopra

### Kraken
Parte del duo (insieme a Raker Qarrigat) che si dedicò a portare pace sul proprio pianeta, Apokolips, divenne una Lanterna Alpha per perseguire i suoi obiettivi, inconsapevole del peso che avrebbe avuto sulle sue emozioni. Più tardi, in Crisi Finali, fu impossessata dallo spirito maligno della Nuova Dea Nonnina Bontà, che la utilizzò per sottomettere le Lanterne Verdi della Terra, Hal Jordan e John Stewart, e catturare Batman per utilizzarlo come cavia da laboratorio per il suo padrone, Darkseid. Quando Jordan venne messo sotto processo per il tentativo di assassinio di Kraken/Nonnina Bontà, creato da lei stessa, venne smascherata da Kyle Rayner e Guy Gardner prima che la sentenza fosse emessa, e tentò, come prima missione, di ottenere la batteria del potere di Lanterna Verde per Darkseid. Venne quindi sconfitta da Hal Jordan e portata in custodia alle Lanterne Alpha. Dopo la ricostituzione della realtà alla fine di Crisi, non venne vista tra le Lanterne Alpha, e non fece più comparse.

## Altre Lanterne Verdi

### Aa
Del Settore 904; comparve per la prima volta in Green Lantern vol. 3 n. 21 (febbraio 1992).

### Adam
Del Settore 1055; comparve per la prima volta in Green Lantern Quarterly n. 5 (estate 1993).

### Alia
Del Settore 281; comparve per la prima volta in Valor n. 5.

### Amanita
Del Settore 3100; comparve per la prima volta in Green Lantern (seconda serie) n. 20 (gennaio 1992).

### Arx
Del Settore 481; comparve per la prima volta in Green Lantern Corps (seconda serie) n. 1.

### Ash
Del Settore 650. Comparve per la prima volta in Green Lantern Quarterly n. 7 (inverno 1993). È attualmente incaricato dal Guardiano conosciuto come Scar di trovare il cadavere dell'Anti-Monitor. Troverà solo la sua armatura. Più tardi incontrerà Saarek, che fu il secondo inviato alla ricerca dell'Anti-Monitor. I due troveranno la Batteria Nera del Potere, solo per essere attaccati da due mani giganti sollevatesi dal terreno.

### Ash-Pak-Glif
Del Settore 312; comparve per la prima volta in Green Lantern 80-Page Giant n. 3.

### B'dg
B'dg è una delle prime reclute del nuovo Corpo. Proveniente dal pianeta H'Iven come il suo predecessore Ch'p, B'dg entrò in azione per la prima volta quando la Gilda dei Ragni attaccò Oa. Fu allenato nella trasformazione dell'impuità gialla del suo anello durante la battaglia. Più tardi partecipò alla difesa di Oa quando fu attaccata da Superman Prime, e ancora quando fu attaccata dai Sinestro Corps. B'dg aiutò anche durante la guerra con i Sinestro Corps, difendendo la Terra.

### B'Shi
B'Shi è una delle tante Lanterne che comparvero nella storia "A Lantern Against The Dark: A Forgotten Tale of The Green Lantern Corps", tratto da Green Lantern 80-Page Giant n. 3. È una Lanterna Verde con l'aspetto di una scimmia, e viene dal mondo-giungla di Suirpalam, e fu recultata nel Corpo da Raker Qarrigat, come parte della preparazione delle lanterne Verdi per l'attacco su Apokolips. Lei partecipò a quest'invasione, e fu uccisa insieme ad altre centinaia di lanterne Verdi quando tutta la situazione sfuggì di mano.

### Brokk
Del Settore 981; comparve per la prima volta in Tales of The Green Lantern Corps n. 1.

### Bzzd
Una Lanterna Verde con la forma di una piccola mosca dal pianeta Apiaton, assegnata al Settore 2226. È il partner di Mogo. In battaglia, è solito creare costrutti oltre misura con il suo Anello del Potere. Bzzd è spesso centro delle battute dei suoi compagni per la sua statura, ma dimostrò che la sua volontà è forte come quella di tutti gli altri.
Fu rivelato che la sua più grande paura è quella di essere spogliato del suo anello e di essere riportato sul suo pianeta in qualità di un insetto qualsiasi. Diede la sua vita per difendere Mongul II. Morì difendendo una squadra di suoi compagni. Il suo anello fu lasciato in eredità a Mother Mercy.
Bzzd comparve per la prima volta in Green Lantern Corps n. 39.

### Charlie Vicker
Charlie Vicker del pianeta Terra è un ex attore che portò il personaggio di Lanterna Verde in una serie televisiva. Più tardi divenne la Lanterna Verde del Settore 3319. Charlie Vicker fu il secondo umano ad unirsi alle Lanterne Verdi dietro Hal Jordan. Dopo lo scioglimento del Corpo, fu reclutato nell'organizzazione Darkstar da John Stewart.

### Cimfet Tau
Del Settore 3588; comparve per la prima volta in Tales of The Green Lantern Corps Annual n. 2.

### Il Collettivo
Del Settore 1287; comparve per la prima volta in Tales of The Green Lantern Corps Annual n. 3.

### Dalor
È una lanterna proveniente dal pianeta Soloos.
Del Settore 2813; comparve per la prima volta in Green Lantern vol. 2 n. 154.

### Dkrtzy RRR
Dkrtzy RRR del Settore 188 è un'equazione matematica bio-senziente. Fu scoperta per caso da un matematico di nome Timph Rye nel tentativo di provare che la volontà poteva derivare da una formula matematica. Il metodo di eliminazione dei nemici di Dkrtzy è quello di cancellare le loro menti dal loro interno, noto ai Guardiani come fonte di controversia. Sebbene deve ancora avere una sua comparsa, la sua forma fu intravista in Green Lantern/Sinestro Corps Secret Files n. 1.

### Driq
Driq di Criq era un non-morto umanoide di un Settore sconosciuto. Fu ucciso da Sinestro e i Senzienti del Settore 3600, ma il suo anello non permise alla sua forza vitale di lasciare il suo corpo. Così, rimase in uno stato di non-morte, sebbene il suo corpo fisico esibisse segni di decomposizione e il suo costume fosse stracciato e a brandelli. Quando Sinestro fu giustiziato e tutte le Lanterne Verdi persero i loro poteri, Driq collassò fino alla morte finale.

### Eddore
Eddore del pianeta Tront era una creatura gassosa, vagamente ameboide nell'aspetto. Morì durante Crisi sulle Terre infinite. Eddore, insieme ad Arisia, fu creato dallo scrittore Mike W. Barr nella sua miniserie Tales of The Green Lantern Corps come punta di cappello della serie Lensmen di E.E. Smith.

### Ekron
Ekron di un pianeta sconosciuto, era una testa gigante al cui interno vi era un minuscolo alieno che la guidava. Ekron possedeva uno dei suoi occhi, "L'Occhio Smeraldo di Ekron" più tardi utilizzato dalla criminale Emerald Empress nella Legione dei Supereroi, strappato da Lobo. Ekron, più tardi, si unì con Animal Man, Adam Strange, Starfire e Lobo contro Lady Styx. Ekron morì in questa battaglia, inviando Lady Styx in un mangiatore di soli.

### Ermey
Ermey era il sergente istruttore che allenò Kilowog. Allenò le reclute Lanterne Verdi in modo brutale, ma solo così sarebbero stati abbastanza forti da sopravvivere come Lanterne. Fu ucciso durante un attacco a sorpresa alle Lanterne. Fu da Ermey che Kilowog prese l'espressione "Poozer", che significa "Recluta Inutile". Il nome di Ermey deriva dall'attore R. Lee Ermey, che ha portato il sergente istruttore/figura di autorità militare in film come Full Metal Jacket.

### G'Hu
Del Settore 2937; comparve per la prima volta in Green Lantern Corps n. 1.

### Gpaak
Del Settore 3515; comparve per la prima volta in Guy Gardner n. 11.

### Gretti
La Lanterna Verde Gretti è parte di un gruppo di "zingari spaziali" viaggianti in un caravan che rifiutano di stare in un solo posto, e vagabonda nel settore a capriccio della sua roulotte. I suoi superiori nel Corpo non dicono nulla finché archivia i suoi rapporti in tempo, ma il suo partner di settore, Green Man, fu sempre meno entusiasta della situazione. Fu ucciso di recente durante un attacco dell'Agente Arancione.

### Harvid
Del Settore 2937; comparve per la prima volta in Green Lantern vol. 2 n. 161.

### Harok Nnot
Del Settore 885; comparve per la prima volta in Green Lantern vol. 4 n. 11.

### Kaylark
Del Settore 1721; comparve per la prima volta in Green Lantern vol. 2 n. 166.

### Krista X
Del Settore 863; comparve per la prima volta in Green Lantern vol. 2 n. 166.

### Lan Dibbux
Del Settore 3192; comparve per la prima volta in Showcase n. 93.

### Leezle Pon
Leezle Pon è un virus del vaiolo senziente, menzionato per la prima volta in Green Lantern vol. 2 n. 188 (marzo 1985). Sconfisse il criminale virale Despotellis al culmine della Guerra contro i Sinestro Corps.

### Meadlux
Del Settore 1776; comparve per la prima volta in Green Lantern (seconda serie) n. 169.

### Morro
Una Lanterna Verde del Settore 666. Guy Gardner rivelò a Kyle Rayner che Morro chiese il dovere come penitenza, dato che uccise l'animale domestico di sua madre pensando che avesse mangiato suo fratello. La prima azione d'ammenda che fece, fu quella di adottare i figli dell'animale da lui ucciso, e poi, dopo la guerra con i Sinestro Corps, divenne il custode del Corpo.Morro è capace di combattere e dare la caccia senza l'ausilio del suo anello, e la sua scelta primaria in campo di armi belliche è la sua mazza. Le sue Drature, sono creature a forma di Drago leali al loro capo e pronti ad aiutarlo.

### Mother Mercy
Mother Mercy è la creatrice della pianta "Clemenza Nera" utilizzata da Mongul, ed è la nuova Lanterna del Settore 2261. Inizialmente creò la pianta per aiutare coloro che soffrivano per alleviare le loro sofferenze, creando una specie di collegamento simbiotico tra i due. Tuttavia, il primo Mongul scoprì la pianta, e la utilizzò per diffondere la sua malvagità, anche mutando alcune delle Clemenze Nere
per dare alle sue vittime la sofferenza. Mother Mercy, tuttavia, mantenne la sua sensibilità nascosta a Mongul. Le sue abilità di alleviare e causare la pura le diedero l'occasione di scegliere tra l'anello delle Lanterne Verdi e quello dei Sinestro Corps. L'anello delle Lanterne Verdi, che lei poi scelse, era quello del deceduto Bzzd.

### Okonoko
Del Settore 1110; comparve per la prima volta in Green Lantern (seconda serie) n. 162.

### Oliversity
Del Settore 2111; comparve per la prima volta in The Green Lantern Corps n. 222.

### Olapet
Olapet era una Lanterna Verde simile ad una pianta, reclutata dal pianeta di Southern Goldstar. Lei, insieme a Driq e Flodo Span, furono i soli sopravvissuti delle Lanterne Verdi di Klyminade. Il resto fu ucciso da Sinestro e i suoi Senzienti del Settore 3600.

### Opto309v
Del Settore 2260; comparve per la prima volta in 52 n. 41.

### Penn Maricc
Del Settore 3333; comparve per la prima volta in Tales of The Green Lantern Corps Annual n. 2.

### Perdoo
Del Settore 2234; comparve per la prima volta in Green Lantern Annual (terza serie) n. 5.

### Principessa Iolande
Del Settore 1417; comparve per la prima volta in Green Lantern Corps n. 1.

### Remnant Nod
Del Settore 1132; fu ucciso dal membro del Corpo delle Lanterne Rosse Atrocitus.

### Rot Lop Fan
Rot Lop Fan è uno dei membri non ortodossi del Corpo creato da Alan Moore in Tales of The Green Lantern Corps Annual n. 3 (1987). Dopo questa introduzione, comparve occasionalmente in scene di gruppo del Corpo.
Nella storia di Tales of The Green Lantern Corps Annual n. 3 In The Blackest Night, Katma Tui venne mandata dai Guardiani dell'Universo in una regione buia dello spazio conosciuta come Profondità di Obsidian, al fine di reclutare una nuova Lanterna Verde per proteggere quella regione dello spazio. Nonostante l'assoluto buio della regione, l'anello di Katma la portò infallibilmente ad un onesto residente senza paura nelle Profondità: Rot Lop Fan. Tuttavia, siccome la specie di Rot Lop Fan si evolse nel buio più assoluto, non avevano la concezione della luce e dei colori, così Katma Tui fu incapace di spiegargli come funzionasse l'anello del potere. Capendo che questa razza operava attraverso l'udito, Katma riconfigurò l'anello così che sembrasse una campana, descrisse il Corpo delle Lanterne Verdi come la F-Sharp Bell Corps e spiegò i poteri dell'anello in termini di suono e non di luce. Riuscì anche a comporre un giuramento che andasse bene per lui.
my ears hear evil's slightest sound

let those who toll out evil's knell

beware my power, the F-Sharp Bell!»
le mie orecchie sentono il lieve rumore del male

lascia che coloro che suonino le campale del male

si guardino dal mio potere... la Campana F-Sharp!»
Avendo risolto il suo problema, Katma lasciò Rot Lop Fan a proteggere la sua gente.
Rot Lap Fan più tardi comparve in alcune scene di gruppo, inclusa la storia di Crisi sulle Terre infinite, quando i Guardiani se ne andarono da questo piano d'esistenza insieme alle Zamarons, al processo di Sinestro e in un gruppo di ex-Lanterne Verdi riusciroro a liberarsi dallo schiavista di nome Warrior.
Rot Lop Fan fu ristabilito come Lanterna Verde del suo Settore alla rinascita del Corpo.

### Saarek
Saarek dichiarò di poter parlare con i morti. Aiutò i suoi compagni Lanterne a rintracciare e catturare i membri del Sinestro Corps che uccisero le famiglie delle reclute, quindi venne più tardi incaricato dal Guardiano Scar, di trovare e parlare con il cadavere dell'Anti-Monitor. Più tardi incontrò Ash, anche lui mandato a cercare l'Anti-Monitor, e i due decisero di unire le forze. Mentre continuavano il viaggio, le voci dei morti si fecero così forti che i timpani auricolari di Saarek si ruppero, assordandolo. I due riuscirono a trovare la Batteria Nera del Potere, per poi essere attaccati da due mani giganti alazatesi dal terreno.

### Shilandra Thane
Del Settore 3399; comparve per la prima volta in Green Lantern Corps Quarterly n. 1.

### Skirl
Del Settore 2689; comparve per la prima volta in Green Lantern vol. 2 n. 222.

### Skyrd
Del Settore 3181; comparve per la prima volta in Tales of The Green Lantern Corps n. 1.

### T-Cher
Del Settore 1324; comparve per la prima volta in Green Lantern vol. 2 n. 167.

### Torquemada
Nella storia Origins e Omens in Green Lantern vol. 4 n. 38, Torquemada viene mostrato al fianco dei Guardiani vicino allo stregone Mordru e alla Lanterna Verde Alan Scott, con le dita allungate in una accusa.

### Tuebeen
Del Settore 918; comparve per la prima volta in Green Lantern vol. 2 n. 155.

### Venizz
Del Settore 2812; comparve per la prima volta in Green Lantern vol. 4 n. 6.

### Voz
Voz fu assegnato ad essere il guardiano delle Celle. Per lui fu un grande onore e lo prese seriamente. Il membro del Corpo delle Lanterne Rosse Vice riuscì a liberarsi dalla sua cella grazie al Guardiano Scar ed iniziò una rivolta. Liberò molti membri dei Sinestro Corps e Voz tentò di alleviare la rivoltà sfidandoli uno ad uno, ma Vice riuscì facilmente a soverchiarlo.

### Wissen
Del Settore 1915; comparve per la prima volta in Tales of The Green Lantern Corps Annual n. 3.

### Xax
Xax di Xaos è un alieno a forma di cavalletta proveniente da un pianeta governato da insetti. Comparve per la prima volta in Green Lantern vol. 2 n. 9 e divenne uno dei migliori amici di Hal Jordan nel Corpo. Fu ucciso durante una battaglia sulla Luna di Qward durante Crisi sulle Terre Infinite. Un'altra Lanterna a forma di cavalletta di nome Xax fu più tardi uccisa e indossata come un orecchino da Lady Styx.

### Zale
Zale di Bellatrix era il rimpiazzo di Boodikka nei Bellatrix Bombers, e il successivo della sua specie, giudicato valente dai Guardiani, a poter portare l'anello delle Lanterne Verdi. Comparve per la prima volta in Green Lantern n. 21. Dato che era una recluta Lanterna Verde che ignorava la chiamata in servizio, Zale fu messa sotto investigazione dalla sua ex sorella Boodikka, ora una Lanterna Alpha. Dopo un lungo confronto, fu rivelato che erano i Bombers a trattenere Zale dal compiere il suo dovere, indicendola erroneamente a pensare che fosse necessaria per loro. I Guardiani la punirono facendone la partner di Settore di Boodikka e togliendole la Batteria del Potere, rendendola dipendente da boodikka per la ricarica.

### Zghithii
Del Settore 3599; comparve per la prima volta in Green Lantern vol. 2 n. 190.

## Lanterne Verdi varie

### Teen Lanterns
Sebbene non siano membri ufficiali del Corpo delle Lanterne Verdi, a quattro teenager - Frankie, Kelly, Jaclyn e Samosa - furono dati quattro anelli da John Stewart dopo che le loro case furono loro tolte dalla postazione di Oa dai Guardiani Matti in Green Lantern (Vol. 3, 1992) e Mosaic (vol. 1, 1992-1993).
Abili nel costruire oggetti, tradurre linguaggi, sintetizzare atmosfere e a volare, i loro anelli permettono ai quattro giovani di esplorare Oa nella speranza che il loro modo giovanile di guardare il Mosaico avrebbe migliorato la relazione tra i Terrestri e le altre razze.
Avendo avuto un moderato grado di successo, i quattro aiutarono meglio che poterono finché dozzine di flotte spaziali arrivarono su Oa e la attaccarono facendo a pezzi il Mosaico, ogni pianeta nel tentativo di riportare a casa la propria gente.
Presumibilmente i quattro ritornarono sulla Terra tentando di vivere una vita "normale". A quel tempo, non è chiaro come la distruzione della Batteria del Potere Centrale e la susseguente ricostruzione da parte di Kyle Rayner/Ion influenzò gli anelli dei quattro teenager. È possibile che siano ancora funzionanti e che possano essere ricaricati se avvicinati ad una Lanterna.
Un'altra Lanterna Teenager, non legata alle altre e fuori dalla continuità corrente è Jordana Gardner, futura discendente di Hal Jordan e Guy Gardner, chiamata così a causa del suo reclutamento nel Corpo delle Lanterne Verdi in un futuro alternativo dettagliato in Superman and The Legion of The Super-Heroes in the 31st Century.

### Kai-Ro
Kai-Ro è una Lanterna Verde nel futuro universo animato DC, e comparve per la prima volta nell'episodio in due parti "The Call" della serie animata Batman Beyond (2000). Un bambino di otto anni particolarmente maturo per la sua età, Kai-Ro possedeva l'anello standard delle Lanterne Verdi e assistette Terry McGinnis, il Batman del futuro, nel trovare un presunto traditore nella Justice League Unlimited.
Kai-Ro riapparve come un giovane adulto nell'episodio del 2005 "Epilogue" della serie Justice League Unlimited. Ancora un membro della Justice League Unlimited del futuro, sconfisse un gruppo di supercriminali con l'aiuto di McGinnis e lo pregò di restare con il gruppo nonostante la riluttanza e disillusione del nuovo Batman di scoprire le sue reali origini.
Un fumetto di due numeri di Batman Beyond rivelò che Kai-Ro fu cresciuto in un monastero buddhista prima di ricevere l'anello. In questa storia ritornò lì per sconfiggere la Luce Nera, un personaggio con un anello nero del potere, in qualche modo simile a Sinestro. La storia menzionò anche che l'anello di Kai-Ro non aveva la debolezza del colore giallo.
Sembra che Kai-Ro fu rinominato così in onore di Kairo, la spalla aliena della Lanterna Verde della serie animata del 1967 The Superman/Aquaman Hour of Adventure.

### Kid Lantern
Il numero 3 della miniserie The Flash e Lanterna Verde: The Brave and The Bold (dicembre 2000), vedeva Flash, Kid Flash e Lanterna Verde all'inseguimento di Mirror Master e Mano Nera. I criminali tentarono di la velocità di Flash ma invece fu Kid Flash a perdere i suoi poteri. Lanterna Verde creò un anello del potere temporaneo da dare a Wally, dandogli il nome di Kid Lantern. Il costume di Wally era esattamente come il costume di Kid Flash ma con i pantaloni neri, la maglietta e i guanti bianchi, e il suo simbolo con il fulmine fu rimpiazzato dal simbolo delle Lanterne Verdi.

### Daffy Duck/Duck Dodgers
Nell'episodio n. 9 ("The Green Loontern") della serie animata Duck Dodgers del 2003, Duck Dodgers diede il suo bucato ad una lavanderia, ma erroneamente gli fu consegnata l'uniforme di una Lanterna Verde invece del suo solito vestito.
Dopo aver scoperto che con l'anello trovato nell'uniforme poteva volare, ebbe qualche contrattempo che coinvolse il volo, prima di essere convocato su Oa; in una scena memorabile, finisce incontrollabilmente nello spazio aperto trascinato dal potere del suo anello.
L'intero Corpo delle Lanterne Verdi venne rapito da Sinestro; come ultima risorsa, Duck Dodgers fu incaricato dai Guardiani di salvare il Corpo. Attraverso varie peripezie, si mette in testa di farlo, prima che ritorni Hal Jordan per domandare il ritorno della sua uniforme e del suo anello.
Mentre gli fu chiesto da Kilowog di recitare il giuramento del Corpo delle Lanterne Verdi, un Dodgers impacciato recitò una rima in disperazione:
Nel giorno più buio o la notte più splendente,

Angurie, cantalupo, yadda-e-yadda

Ehm...branco di superstiziosi e codardi

Con libertà e giustizia per tutti!
Quest'episodio ebbe concetti di personaggi scartati per una serie animata sul Corpo delle Lanterne Verdi. La serie si sarebbe basata sulle avventure di Kyle Rayner con una versione leggermente più comica del Corpo. L'episodio incluse le prime versioni animate di Guy Gardner, Ch'p e Boodikka.

### Sonya Blade
La fine di Sonya Blade nel videogioco Mortal Kombat vs DC Universe è quella di divenire la nuova Lanterna Verde del suo universo dopo aver scoperto l'anello di una Lanterna Verde senza nome deceduta durante la modalità storia.

### Power Ring
Power Ring è il nome di molti super criminali della DC Comics - controparti di Hal Jordan, Kyle Rayner e John Stewart. Originariamente residente sulla Terra 3, che fu successivamente distrutta durante Crisi sulle Terre Infinite, Power Ring, insieme agli altri Sindacalisti finirono per resuscitare nella nuova terra ricreata nell'universo anti-materiale.

### Iron Lantern
Iron Lantern è un personaggio immaginario e un supereroe della Amalgam Comics, il cui vero debutto fu in Iron Lantern n. 1 (Giugno 1997), sebbene la sua prima comparsa nell'universo Amalgam avvenne in Showcase of Suspense n. 1. È una combinazione del personaggio della Marvel Comics Iron Man e della Lanterna Verde della DC Comics.

### Green Guardsman (Amalgam Comics)
Green Guardsman (alias Kyle O'Brien) è un supereroe della Amalgam Comics il cui vero debutto fu su Iron Lantern n. 1, sebbene la sua prima comparsa fu in Showcase of Suspense n. 84, in una storia intitolata "The Other Iron Lantern". È un misto tra Kevin O'Brien e il Guardiano Kyle Rayner, l'allora Lanterna Verde.

### Dottor Spectrum (Marvel Comics)
Dottor Spectrum è il nome di cinque diversi personaggi dei fumetti del multiverso della Marvel Comics. Ci furono cinque versioni del personaggio fino ad oggi - tre super criminali dell'universo Marvel appartenenti alla Squadron Sinister e due eroi di universi alternativi. I due eroi appartenevano ognuno ad una versione della Squadron Supreme.

## Lanterne Verdi per Settore dell'Universo
Dopo una lunga sperimentazione, i Guardiano equipaggiarono e supervisionarono a vuoto il Corpo delle Lanterne Verdi, 7200 e più agenti in tutto l'universo. Ad ognuno vennero dati un anello ed una batteria. Appena notabili tra trilioni di stelle, ad ognuno fu assegnato un settore dello spazio che era più vasto di quanto ognuno potesse comprendere.
I settori furono modellati sulla forma di una sezione di una piramide quadrangolare di una sfera, il cui punto di convergenza era Oa, che fu localizzato al centro dell'unniverso. Oa è tecnicamente vicino ad ogni settore dell'universo, e mentre sono su Oa, tutte le Lanterne Verdi sono ancora nel loro settore d'appartenenza.
Ci sono 3600 settori standard, più tre settori speciali: 0 (la stessa Oa), -1 (l'universo anti-materiale) e il settore 3601 (porzione di universo abitato dai Manhunters).
- -1 Universo anti-materiale di Qward
- 0 Oa - Casa dei Guardiani dell'Universo
- 2 Hannu
- 3 Garl Rathbone, Apros
- 6 Tahr
- 17 Larvox e Jack T. Chance (deceduto), Pathavim Seth-Ottarak (deceduto)
- 24 Breeon
- 26 Archon Z'gmora (deceduto) e Norchavivus
- 28 Umitu
- 35 Matoo Pree (in pensione) e Amnee Pree (in pensione)
- 38 Kendotha Kr'nek (deceduta), Kraken e Raker Qarrigat
- 40 Shorm
- 47 Ard Rennat (deceduto), Lysandra e Spol
- 54 Joanqin
- 55 Jeryll (deceduto)
- 56 Tomy-Fai
- 62 Adara (deceduta)
- 68 G'nort (mancante, presumibilmente deceduto)
- 69 Varix
- 73 Sendrina e Chthos-Chtas Chthatis (deceduta)
- 83 Ahtier (deceduto) e Bynai Bruun
- 103 Malet Dasim
- 112 Laira (espulsa)
- 119 Reemuz (deceduta) e Leezle Pon
- 151 Ghr'll e Xylpth
- 173 Relok Hag
- 181 KT21 (deceduto)
- 188 Dkrtzy RRR
- 257 RRU-9-2
- 279 RRU-9-2
- 281 Alia
- 312 Ash-Pak-Glif
- 315 Volk
- 345 Olapet
- 422 Kho Kharhi, Procanon Kaa
- 424 Vode-M e Graf Toren
- 488 Arx (deceduto)
- 501 Charqwep
- 567 Rees-Van
- 571 Voz
- 586 Medphyll
- 650 Ash
- 666 Morro
- 674 Kilowog
- 700 R'amey Holl & Von Daggle
- 773 Saarek
- 786 Ke'Haan (deceduto) e Turytt
- 863 Krista X
- 885 Horoq Nnot
- 904 Kworri (deceduto), Brik e Aa
- 911 Rot Lop Fan
- 918 Tuebeen
- 981 Brokk
- 996 Taa
- 1014 Ch'p (deceduto) e B'dg
- 1055 Adam
- 1110 Okonoko e Sir Deeter
- 1111 Nhoj Sappal (deceduto) e Airam Sappal
- 1123 Cundiff Cood (deceduto) e Galius Zed (deceduto)
- 1132 Remnant Nod (deceduto)
- 1198 Grumb
- 1234 Rori Dag, Rori Stroh
- 1253 Sheriff Mardin
- 1287 Il Collettivo
- 1324 Brin (deceduto), T-Cher
- 1337 Gk'd
- 1355 Penelops
- 1414 Boodikka e Zale
- 1415 Barin (deceduto)
- 1416 Diamalon (deceduto) e Chaselon
- 1417 Sinestro (espulso), Katma Tui (deceduta), Tarkus Whin (deceduto), Myrrt (deceduto), Soranik Natu e la Principessa Iolande
- 1418 Sallak
- 1419 Eddore (deceduto)
- 1582 Lin Canar
- 1632 Hollika Rahn
- 1721 kKaylark
- 1760 Sodam Yat
- 1776 Meadlux
- 1890 K'ryssma
- 1915 Wissen
- 2002 Kreon (deceduto)
- 2106 Krydel-4
- 2111 Oliversity
- 2234 El'qa Squa Zreenah e Perdoo
- 2260 Opto309v
- 2261 Mogo, Mother Mercy, e Bzzd (deceduto)
- 2277 Zaneth (deceduto)
- 2284 D'aran Tuu (deceduto)
- 2345 Davo Yull (deceduto)
- 2471 Talmadge
- 2515 Symon Terrynce
- 2666 Tylot
- 2682 Vath Sarn e Isamot Kol
- 2684 Quond (deceduto) e Tanakata Z (deceduto)
- 2689 Skirl
- 2751 M'dahna
- 2812 Tagort e Venizz
- 2813 Tomar-Re (deceduto), Tomar-Tu e Dalor
- 2814 Laham (deceduto), Waverly Sayre (deceduto), Stakaŏr (deceduto), Daniel Young (deceduto), Donna Parker (in pensione), Rond Vidar (deceduto), Jennifer-Lynn "Jade" Hayden (deceduta), Alan Scott, Hal Jordan, Guy Gardner, John Stewart e Kyle Rayner
- 2815 Blish Rrab (deceduto), Fentara Rrab (in pensione), Arisia Rrab
- 2828 Gretti e Alisand'r (deceduto) e Green Man
- 2937 Harvid e G'Hu
- 3009 Stel
- 3014 Arkkis Chummuck (deceduto), Barreer Wot e Lok Neboora
- 3100 Amanita
- 3112 Ayria (deceduto)
- 3181 Skyrd
- 3192 Lan Dibbux
- 3212 Vandor, El'qa Squa Zreenah
- 3319 Charlie Vicker
- 3333 Penn Maricc
- 3391 Bivvix (deceduto)
- 3399 Shilandra Thane
- 3411 Droxelle
- 3443 Greet
- 3453 Lashorr
- 3515 Gpaak
- 3521 Garmin Vid e Torquemada
- 3587 Palaqua
- 3588 Cimfet Tau
- 3590 Zevonn Parzzx
- 3599 Zghithii
- 3601 Locazione dei Manhunters. Limite marcato dei membri del Corpo.